# 필리프 누아레
필리프 누아레(프랑스어: Philippe Noiret, 1930년 10월 1일 ~ 2006년 11월 23일)는 프랑스의 배우였다.

## 출연 작품
- 라 푸앵트 쿠르트로의 여행 (1955)
- 지하철의 소녀 (1960)
- 세상의 모든 황금 (1961, Tout l'or du monde)
- 기사 푸라카스 (1961, Le Capitaine Fracasse)
- Le Rendez-vous (1961)
- Thérèse Desqueyroux (1962)
- 섬머 프렌지 (1964, Frénésie d'été)
- 멋진 인생 (1965, La Vie de château)
- 바르샤바의 밤 (1967)
- 이 세상에서 가장 행복한 사나이 (1967, Alexandre le Bienheureux)
- 우먼 타임스 세븐 (1967, Woman Times Seven)
- 암호명 토파즈 (1969)
- 머피의 전쟁 (1971)
- 모스크바의 야간 탈출 (1972)
- 디 올드 메이드 (1972, La Vieille Fille)
- 그랑 부프 (1973)
- 생 폴가의 시계상 (1974)
- 누아제 (1974, Un nuage entre les dents)
- 축제는 시작된다 (1974)
- Touche pas à la femme blanche !  (1974)
- 추상 (1975)
- 판사와 살인자 (1976)
- 더 데저트 오브 더 타타스 (1976)
- 필립 느와레의 비밀 (1974, Le Secret)
- 마이 프렌즈 (1975, Amici miei)
- Le Jeu avec le feu (1975)
- 귀여운 여형사 (1977, Tendre Poulet)
- 유럽 최고 요리사의 죽음 (1978, La Grande Cuisine)
- 동전 놀이 (1980, Pile ou Face)
- 7일간의 외출 (1980, Une semaine de vacances)
- 대청소 (1981)
- 삼형제 (1981, Trois Frères)
- 북극성 (1982)
- 오로라 (1984, Qualcosa di biondo)
- 사강의 요새 (1984)
- 마이 뉴 파트너 (1984)
- 제4의 권력 (1985, Le Quatrième Pouvoir)
- 라운드 미드나잇 (1986)
- 마스크 (1987)
- 나무를 심은 사람 (1987)
- 금테 안경 (1987, Gli occhiali d'oro)
- 시네마 천국 (1988) - 알프레도 역
- 토스카니니 (1988, Il giovane Toscanini)
- 혁명가의 연인 (1988, Chouans !)
- 모멘트 오브 러브 (1989)
- 라이프 앤 낫씽 벗 (1989)
- 마이 뉴 파트너 2 (1990, Ripoux contre ripoux)
- 자스민의 함정 (1990, Dimenticare Palermo)
- 난 키스하지 않는다 (1991, J'embrasse pas)
- Le Dimanche de préférence (1991)
- 맥스와 제레미 (1992)
- 탱고 (1993, Tango)
- 일 포스티노 (1994)
- 죽도록 피곤한 (1994)
- 달타냥의 딸 (1994)
- 고스트 파트너 (1996, Fantôme avec chauffeur)
- 개와 장군 그리고 새들 (2003, Le Chien, le Général et les Oiseaux)
- 아버지와 아들 (2003, Père et Fils)
- 커틀렛 (2003, Les Côtelettes)
- 세 친구들 (2007, Trois Amis)
- 아녜스 바르다의 해변 (2008, Les Plages d'Agnès) - 본인 (다큐멘터리)